# Per Angers plats

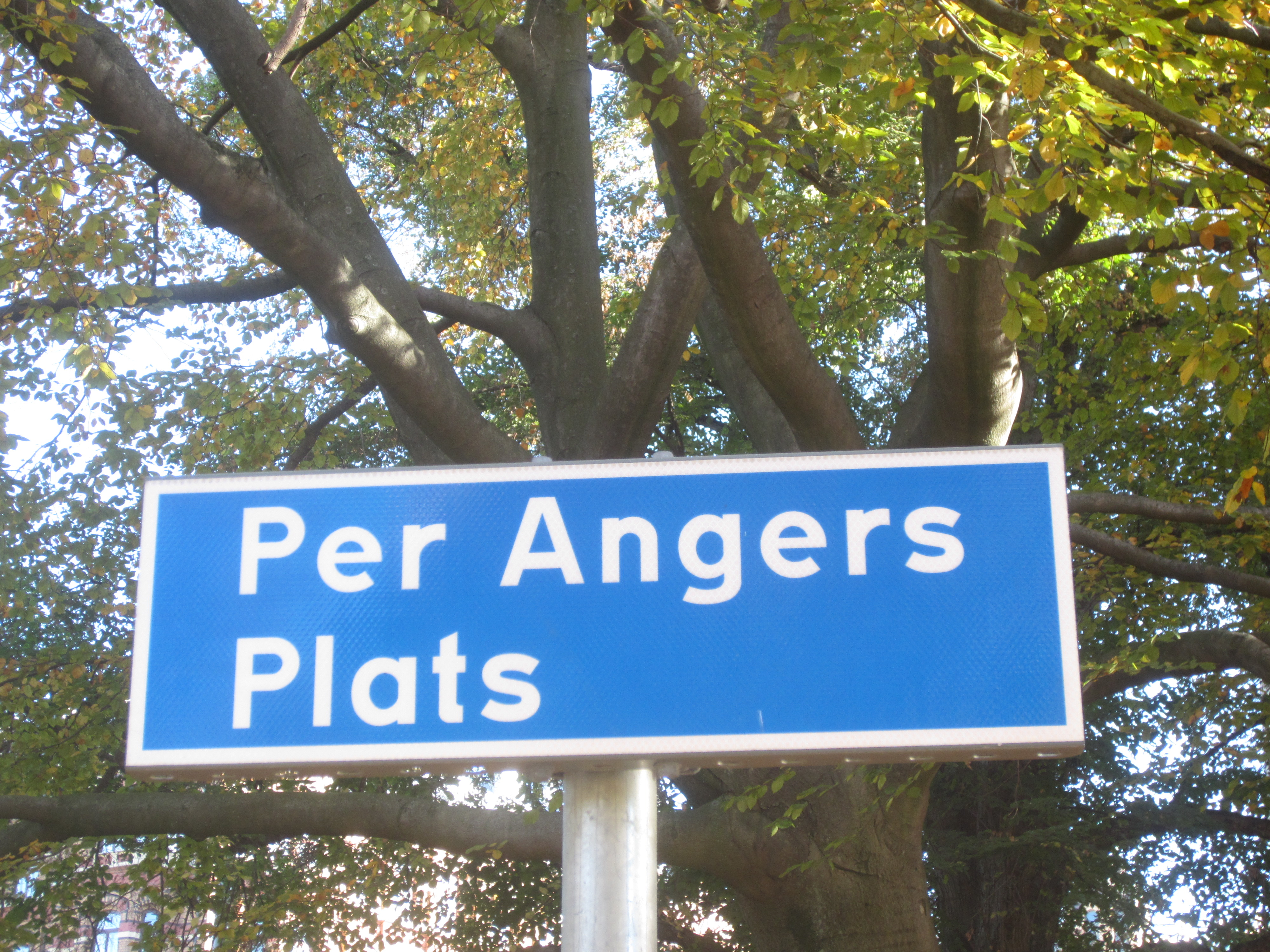
Per Angers Plats, en utmärkt plats belägen i Kungsparken.

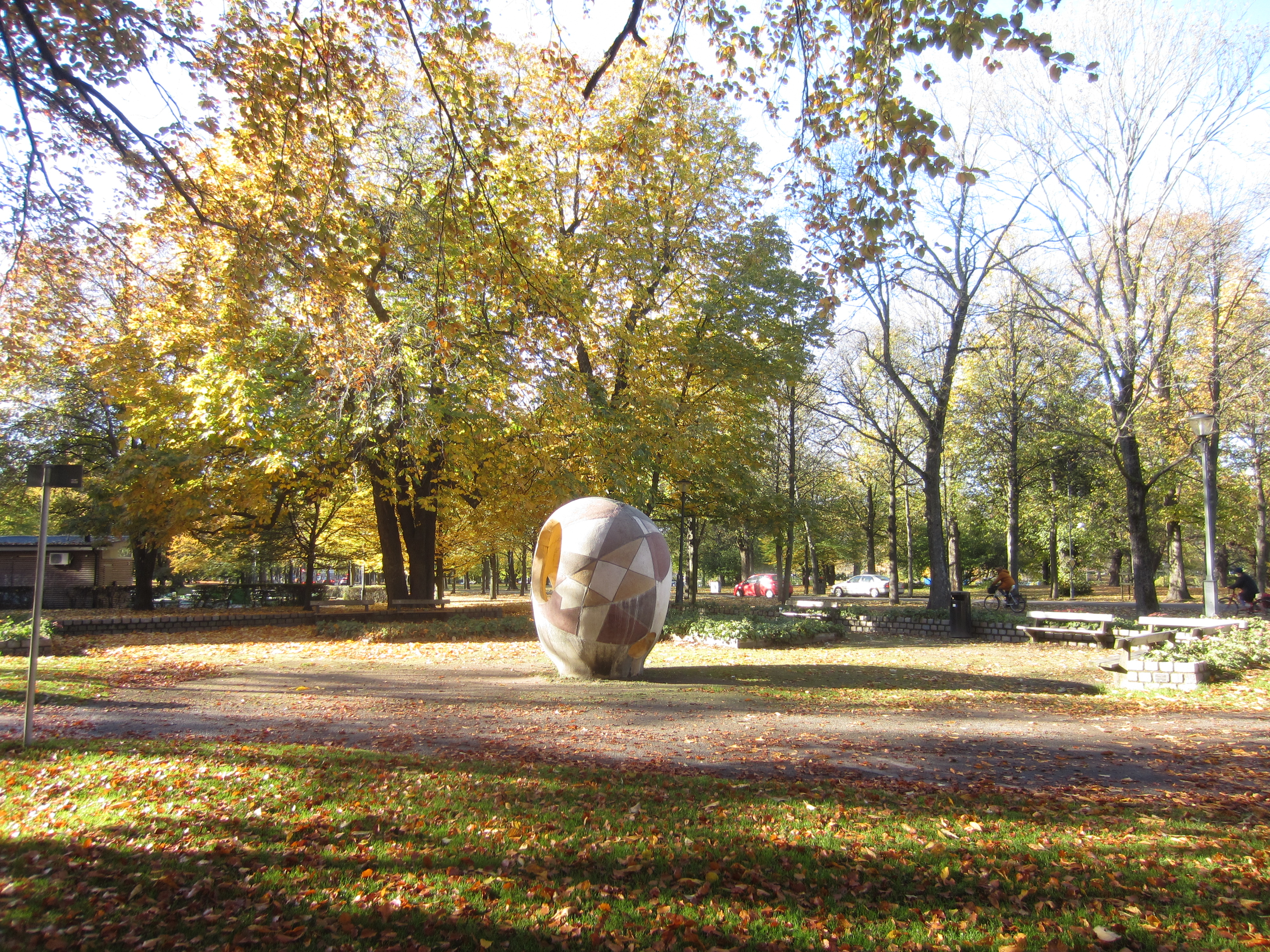
Per Angers Plats i Kungsparken med lekskulpturen Ägget av Egon Möller-Nielsen.

Per Angers Plats finns i Kungsparken i stadsdelen Vasastaden i centrala Göteborg. Platsen ligger i nära anslutning till både Raoul Wallenbergs Gata och minnesmärket över Torgny Segerstedt vid Vasaplatsen. Sedan 1952 är den 15 ton tunga lekskulpturen Ägget av konstnären Egon Möller-Nielsen placerad i parken.

## Beslut och bakgrund
Namnet Per Angers Plats fastställdes av Göteborgs stads kulturnämnd genom beslut den 24 maj 2010 på förslag av namnberedningen till minne av Per Anger. Vid denna tidpunkt hade Anger varit död i mer än fem år, vilket är ett krav för namngivning.